# Mimosa acantholoba
Mimosa acantholoba là một loài thực vật có hoa trong họ Đậu. Loài này được (Willd.) Poir. miêu tả khoa học đầu tiên.